# Nimweegs Soaptheater

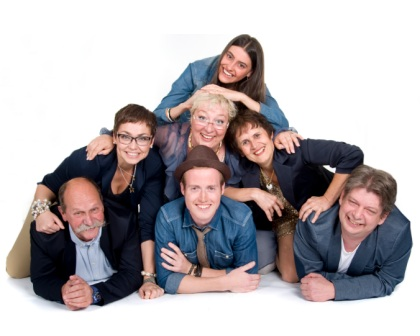
Nimweegs Soaptheater, groepsfoto 2014

Het Nimweegs Soaptheater was een Nijmeegs stadscabaret dat bestond van begin jaren 1990 tot eind 2017. Ze gaven jaarlijks tussen kerst en oud-en-nieuw voorstellingen in de Nijmeegse stadsschouwburg.
De voorstellingen waren een revue: een afwisseling van sketches en liedjes over lokale actualiteit, politiek en geschiedenis. De sketches waren voornamelijk in het Nijmeegs dialect en mede daardoor razend populair bij het wat oudere autochtone publiek. De voorstellingen werden geschreven, gecomponeerd en geregisseerd door Leo van Stijn, oud-leraar Nederlands, theatermaker, columnist en tekenaar.